# Чарлз Е. Осгууд
Чарълз Егертън Осгууд (на английски: Charles Egerton Osgood) е американски психолог, известен със създаването на техника за измерване на конотативното значение на концепции, известна като семантичен диференциал.

## Биография
Роден е на 20 ноември 1916 година в Съмървил, Масачузетс, САЩ. Получава докторска степен по психология от Йейлския университет през 1945. Става професор по психология в Университета на Илинойс в Ърбана-Шампейн от 1949 до1984, и изследователски професор в Института по комуникационни изследвания (ИКИ) в Колежа по комуникации към Илинойския университет. От 1957 до 1984 е директор на ИКИ. Служи като президент на Американската психологична асоциация от 1962 до 1963.
Умира на 15 септември 1991 година на 74-годишна възраст.